# Mitzura Arghezi
Mitzura Domnica Arghezi (Bucarest, 10 de diciembre de 1924-Bucarest, 27 de octubre de 2015) fue una actriz y política rumana. 

## Biografía
Domnica Theodorescu era hija del escritor Tudor Arghezi y su esposa Paraschiva. Arghezi sirvió en la Cámara de Diputados desde 1996 hasta 2004. Fue miembro de la Sociedad de la Radio Rumana desde 2005 hasta 2010.
Murió en 27 de octubre de 2015, a la edad de 90.

## Filmografía destacada
- Doi vecini (1959) – Marița
- Furtuna (1960)
- Celebrul 702 (1962)
- Titanic Waltz (1964) – Gena
- Michael the Brave (1971)
- Șantaj (1981)
- Secretul lui Nemesis (1987) – The Neighbour
- Iubire și onoare (2010) – Varvara